# Pimpsten
Pimpsten er en vulkansk stenart. Den opstår som lavaskum, der er så let at det kan flyde oven på vand. Pimpsten dannes hovedsageligt under lavaudbrud, hvor magmaet er rigt på kisel (SiO2).
Pimpsten anvendes til rengøring og personlig hygiejne.

## Eksterne links og henvisninger
1. ↑  Massive pumice 'raft' spotted in the Pacific could help replenish Great Barrier Reef. The Guardian 2019
2. ↑  Pimpsten. Vulkaneksperten